# BAFTA al millor curtmetratge
El BAFTA al millor curtmetratge és un dels premis BAFTA atorgats per la British Academy of Film and Television Arts (BAFTA) en una cerimònia anual des del 1960, en reconeixement dels millors curtmetratges.

## Guanyadors i nominats
Els anys indicats són aquells en què es va celebrar la cerimònia, que té lloc l'any següent de l'estrena de les pel·lícules en qüestió.

### Dècada del 1960
| Any  | Curtmetratge               | Direcció                   |                         |
| ---- | -------------------------- | -------------------------- | ----------------------- |
| 1960 | Seven Cities of Antarctica | Winston Hibler             |                         |
| 1960 | Rodin                      |                            |                         |
| 1961 | High Journey               | Peter Baylis               |                         |
| 1961 | Return to Life             | John Krish                 |                         |
| 1961 | Seawards the Great Ships   | Hilary Harris              |                         |
| 1962 | Terminus                   | John Schlesinger           |                         |
| 1962 | Eyes of a Child            |                            |                         |
| 1962 | Let My People Go           |                            |                         |
| 1963 | La Rivière du hibou        | Robert Enrico              |                         |
| 1963 | Lonely Boy                 | Wolf Koenig, Roman Kroitor |                         |
| 1963 | Pan                        |                            |                         |
| 1963 | Zoo                        |                            |                         |
| 1964 | Happy Anniversary          | Happy Anniversary          |                         |
| 1964 | Sailing                    |                            |                         |
| 1964 | Snow                       |                            |                         |
| 1964 | The War Game               |                            |                         |
| 1965 | Eskimo Artist: Kenojuak    | John Feeney                |                         |
| 1965 | Mekong                     |                            |                         |
| 1965 | Muloorina                  |                            |                         |
| 1965 | 23 Skidoo                  | Julian Biggs               |                         |
| 1966 | Rig Move                   | Don Higgins                |                         |
| 1966 | One of Them is Brett       | Roger Graef                |                         |
| 1966 | 60 Cycles                  | Jean-Claude Labrecque      |                         |
| 1967 | The War Game               | Peter Watkins              |                         |
| 1967 | A River Must Live          | Alan Pendry                |                         |
| 1967 | Sudden Summer              | Richard Taylor             |                         |
| 1967 | The Tortoise and the Hare  | Hugh Hudson                |                         |
| 1968 | Indus Waters               | Derek Williams             |                         |
| 1968 | Mafia No!                  | John Irvin                 |                         |
| 1968 | Opus                       | Don Levy                   |                         |
| 1968 | Rail                       | Geoffrey Jones             |                         |
| 1969 | no es va entregar premi    | no es va entregar premi    | no es va entregar premi |

### Dècada del 1970
| Any  | Curtmetratge                    | Direcció             |
| ---- | ------------------------------- | -------------------- |
| 1970 | Picture to Post                 | Sarah Erulkar        |
| 1970 | Barbican                        | Robin Cantelon       |
| 1970 | Birthday                        | Franc Roddam         |
| 1970 | A Test of Violence              | Stuart Cooper        |
| 1971 | The Shadow of Progress          | Derek Williams       |
| 1971 | Blake                           | Bill Mason           |
| 1971 | The Gallery                     | Philip Mark Law      |
| 1971 | The Winds of Fogo               | Colin Low            |
| 1972 | Alaska: The Great Land          | Derek Williams       |
| 1972 | Big Horn                        | Bill Schmalz         |
| 1972 | The Long Memory                 | John Phillips        |
| 1973 | Memorial                        | Memorial             |
| 1973 | History of the Motor Car        |                      |
| 1973 | The Tide of Traffic             |                      |
| 1974 | Caring for History              | Caring for History   |
| 1974 | Artistry in Tureens             |                      |
| 1974 | The Scene from Melbury House    |                      |
| 1974 | Without Due Care                |                      |
| 1975 | Location North Sea              | John Armstrong       |
| 1975 | Acting in Turn                  |                      |
| 1975 | Facets of Glass                 |                      |
| 1975 | The Quiet Land                  |                      |
| 1976 | Sea Area Forties                | John Armstrong       |
| 1976 | Leaving Lily                    | Graham Baker         |
| 1976 | The Living Woodland             | Ronald Eastman       |
| 1976 | Waiting On Weather              | Ron Granville        |
| 1977 | The End of the Road             | John Amstrong        |
| 1977 | Energy in Perspective           | Peter De Normanville |
| 1977 | The Speed Sailors               | John Spencer         |
| 1978 | Bead Game                       | Ishu Patel           |
| 1978 | The Chinese Word for House      | Kate Canning         |
| 1978 | The Sand Castle                 | Co Hoedeman          |
| 1979 | Hokusai: An Animated Sketchbook | Tony White           |
| 1979 | I'll Find a Way                 | Beverly Shaffer      |
| 1979 | Planet Water                    | Derek Williams       |
| 1979 | Sunday Muddy Sunday             | Lindsay Dale         |

### Dècada del 1980
| Any  | Curtmetratge                              | Direcció            |
| ---- | ----------------------------------------- | ------------------- |
| 1980 | Butch Minds the Baby                      | Peter Webb          |
| 1980 | Dilemma                                   | Clive Mitchell      |
| 1980 | Dream Doll                                | Bob Godfrey         |
| 1980 | Mr. Pascal                                | Alison De Vere      |
| 1981 | Sredni Vashtar                            | Andrew Birkin       |
| 1981 | Box On                                    | Lindsey Clennell    |
| 1981 | The Dollar Bottom                         | Roger Christian     |
| 1981 | Possessions                               | Andrew Bogle        |
| 1982 | Recluse                                   | Bob Bentley         |
| 1982 | Couples and Robbers                       | Clare Peploe        |
| 1982 | Towers of Babel                           | Jonathan Lewis      |
| 1983 | The Privilege                             | Ian Knox            |
| 1983 | Rating Notman                             | Carlo Gébler        |
| 1983 | The Rocking Horse Winner                  | Robert Bierman      |
| 1983 | A Shocking Accident                       | James Scott         |
| 1984 | Goodie Two Shoes                          | Ian Emes            |
| 1984 | The Crimson Permanent Assurance           | Terry Gilliam       |
| 1984 | John Love                                 | John Davis          |
| 1984 | Keep Off the Grass                        | Paul Weiland        |
| 1985 | The Dress                                 | Eva Sereny          |
| 1985 | Killing Time                              | Chris O'Reilly      |
| 1985 | Samson and Delilah                        | Mark Peploe         |
| 1986 | Careless Talk                             | Noella Smith        |
| 1986 | One for My Baby                           | Chris Fallon        |
| 1986 | The Woman who Married Clark Gable         | Thaddeus O'Sullivan |
| 1987 | La Boule                                  | Simon Shore         |
| 1987 | King's Christmas                          | Graham Dixon        |
| 1987 | Mohammed's Daughter                       | Suri Krishnamma     |
| 1987 | Night Movie                               | Gur Heller          |
| 1988 | Artisten                                  | Jonas Grimås        |
| 1988 | D'Apres Maria                             | Jean-Claude Robert  |
| 1988 | The Short and Curlies                     | Mike Leigh          |
| 1988 | Treacle                                   | Peter Chelsom       |
| 1989 | Defence Counsel Sedov (Zashchitnik Sedov) | Evgeny Tsymbal      |
| 1989 | Cane Toads: An Unnatural History          | Mark Lewis          |
| 1989 | The Unkindest Cut                         | Jim Shields         |
| 1989 | Water's Edge                              | Suri Krishnamma     |

### Dècada del 1990
| Any  | Curtmetratge                                                                | Direcció                                      |
| ---- | --------------------------------------------------------------------------- | --------------------------------------------- |
| 1990 | The Candy Show                                                              | Damian Jones, Peter Hewitt, David Freeman     |
| 1990 | Carmelo Campo                                                               | Ariel Piluso, Carlos Toscano, Gabriel Enis    |
| 1990 | Tight Trousers                                                              | Metin Hüseyin, Elaine Donnelly                |
| 1990 | Uhloz                                                                       | Guy Jacques, Isabelle Groulleart              |
| 1991 | Say Good-bye                                                                | Michele Carmada, John Roberts                 |
| 1991 | An der Grenze                                                               | Max Linder, Michael Drexler                   |
| 1991 | Chicken                                                                     | Jo Shoop, Julian Nott                         |
| 1991 | Dear Rosie                                                                  | Peter Cattaneo, Barnaby Thompson              |
| 1992 | The Harmfulness of Tobacco                                                  | Nick Hamm, Bary Palin                         |
| 1992 | Breath of Life                                                              | Navin Thapar                                  |
| 1992 | Man Descending                                                              | Neil Grieve, Ray Lorenz                       |
| 1992 | Trauma                                                                      | Gerhard Johannes Rekel                        |
| 1993 | Omnibus                                                                     | Anne Bennett, Sam Karmann                     |
| 1993 | Two Chimney Sweeps In A Singer's House (Deux Ramoneurs Chez Une Cantatrice) | Michel Cauléa                                 |
| 1993 | Heartsongs                                                                  | Caroline Hewitt, Sue Clayton                  |
| 1993 | Sense of History                                                            | Mike Leigh, Simon Channing Williams           |
| 1994 | Franz Kafka's It's a Wonderful Life                                         | Ruth Kenley-Letts, Peter Capaldi              |
| 1994 | A Small Deposit                                                             | Eleanor Yule, Paul Holmes, Barry Ackroyd      |
| 1994 | One Night Stand                                                             | Bill Britten, Georgia Masters                 |
| 1994 | Syrup                                                                       | Paul Unwin, Anita Overland                    |
| 1995 | Zinky Boys Go Underground                                                   | Paul Tickell, Tatianna Kennedy                |
| 1995 | Lost Mojave                                                                 | Jonathan Cordish, Vladimir Perlovich          |
| 1995 | Marooned                                                                    | Jonas Grimås, Andrea Calderwood               |
| 1995 | That Sunday                                                                 | Damiano Vukotic, Dan Zeff                     |
| 1996 | It's Not Unusual                                                            | Asmaa Pirzada, Kfir Yefet                     |
| 1996 | Cabbage                                                                     | Noelle Pickford, David Stewart                |
| 1996 | Hello, Hello, Hello                                                         | David Thewlis, Helen Booth, James Roberts     |
| 1996 | The Last Post                                                               | Ed Blum, Neris Thomas                         |
| 1997 | Des majorettes dans l'espace                                                | Carole Scotta, David Fourier                  |
| 1997 | Butterfly Man                                                               | Robin Macpherson, Barry Ackroyd               |
| 1997 | Dual Balls                                                                  | Laurence Bowen, Dan Zeff                      |
| 1997 | Machinations                                                                | Alice Beckmann, Ralph Seiler                  |
| 1997 | Tout doit disparaître                                                       | François Barat, Jean-Marc Moutout             |
| 1998 | The Deadness of Dad                                                         | Philippa Cousins, Mandy Sprague, Stephen Volk |
| 1998 | Crocodile Snap                                                              | Joe Wright, James Greville                    |
| 1998 | Gas Man                                                                     | Lynne Ramsay, Gavin Emerson                   |
| 1998 | Little Sisters                                                              | Andy Goddard, Nic Muirson                     |
| 1999 | Home                                                                        | Morag McKinnon, Hannah Lewis, Colin McLaren   |
| 1999 | Anthrakitis                                                                 | Sara Sugarman, Natasha Dack                   |
| 1999 | Eight                                                                       | Stephen Daldry, Jon Finn, Tim Clague          |
| 1999 | In Memory of Dorothy Bennett                                                | Catherine McArthur, Martin Radich             |

### Dècada del 2000
| Any  | Curtmetratge                                      | Direcció                                                              |
| ---- | ------------------------------------------------- | --------------------------------------------------------------------- |
| 2000 | Who's My Favourite Girl?                          | Joern Utkilen, Kara Johnston, Adrian McDowall                         |
| 2000 | Bait                                              | Tom Shankland, Soledad Gatti-Pascual, Jane Harris                     |
| 2000 | Perdie                                            | Faye Gilbert, Rachel Shadick                                          |
| 2000 | The Tale Of The Rat That Wrote                    | Billy O'Brien, Ruth Kenley-Letts, Lisa-Marie Russo, Murilo Pasta      |
| Any  | Curtmetratge                                      | Direcció                                                              |
| 2001 | Shadowscan                                        | Gary Holding, Justine Leahy, Tinge Krishnan                           |
| 2001 | Je t'aime John Wayne                              | Luke Morris, Toby MacDonald, Luke Ponte                               |
| 2001 | Going Down                                        | Tom Shankland, Soledad Gatti-Pascual, Jane Harris                     |
| 2001 | The Last Post                                     | Dominic Santana, Lee Santana                                          |
| 2001 | Sweet                                             | James Pilkington, Rob Mercer                                          |
| 2002 | About a Girl                                      | Brian Percival, Janey de Nordwall, Julie Rutterford                   |
| 2002 | Inferno                                           | Paul Kousoulides, Teun Hilte, Sharat Sardana                          |
| 2002 | The Red Peppers                                   | Dominic Santana, Lee Santana                                          |
| 2002 | Skin Deep                                         | Yousaf Ali Khan, Andy Porter                                          |
| 2002 | Tattoo                                            | Jules Williamson, Arabella Page Croft, Sara Putt, Jemma Field         |
| 2003 | My Wrongs #8245–8249 & 117                        | Chris Morris, Mark Herbert                                            |
| 2003 | Bouncer                                           | Michael Baig Clifford, Natasha Carlish, Sophie Morgan, Geoff Thompson |
| 2003 | Rank                                              | Andrew O'Connell, David Yates, Robbie McCallum                        |
| 2003 | Candy Bar Kid                                     | Shah Khan, Benjamin Johns                                             |
| 2003 | Good Night                                        | Sun-Young Chun, Yoav Factor                                           |
| 2003 | The Most Beautiful Man in the World               | Alicia Duffy, Hugh Welchman                                           |
| 2004 | Brown Paper Bag                                   | Natasha Carlish, Mark Leveson, Michael Baig Clifford, Geoff Thompson  |
| 2004 | Bye Child                                         | Andrew Bonner, Bernard MacLaverty                                     |
| 2004 | Nits                                              | George Isaac, Harry Wootliff                                          |
| 2004 | Sea Monsters                                      | Matt Delargy, Mark Walker, Raphael Smith                              |
| 2004 | Talking with Angels                               | Yousaf Ali Khan, Michael Knowles, Janey de Nordwall                   |
| 2005 | The Banker                                        | Hattie Dalton, Kelly Broad                                            |
| 2005 | Can't Stop Breathing                              | Amy Neil, Ravinder Basra                                              |
| 2005 | Elephant Boy                                      | Rene Mohandas, Durdana Shaikh                                         |
| 2005 | Knitting a Love Song                              | Debbie Ballin, Annie Watson                                           |
| 2005 | Six Shooter                                       | Martin McDonagh, Mia Bays, Kenton Allen                               |
| 2006 | Antonio's Breakfast                               | Daniel Mulloy, Amber Templemore-Finlayson, Daniel Mulloy              |
| 2006 | Call Register                                     | Ed Roe, Kit Hawkins, Adam Tudhope                                     |
| 2006 | Heavy Metal Drummer                               | Toby MacDonald, Luke Morris, Amanda Boyle                             |
| 2006 | Heydar, An Afghan in Tehran                       | Babak Jalali, Homayoun Assadian                                       |
| 2006 | Lucky                                             | Avie Luthra, Bex Hopkins                                              |
| 2007 | Do Not Erase                                      | Asitha Ameresekere                                                    |
| 2007 | Care                                              | Corinna Faith, Rachel Bailey, Tracy Bass, Corinna Faith               |
| 2007 | Cubs                                              | Tom Harper, Lisa Williams                                             |
| 2007 | Hikikomori                                        | Paul Wright, Karley Duffy                                             |
| 2007 | Kissing, Tickling and Being Bored                 | Jim McRoberts, David Smith                                            |
| 2008 | Dog Altogether                                    | Paddy Considine, Diarmid Scrimshaw                                    |
| 2008 | Hesitation                                        | Julien Berlan, Michelle Eastwood, Virginia Gilbert                    |
| 2008 | The One and Only Herb McGwyer Plays Wallis Island | James Griffith, Charlie Henderson, Tim Key, Tom Basden                |
| 2008 | Soft                                              | Simon Ellis, Jane Hooks                                               |
| 2008 | The Stronger                                      | Lia Williams, Dan McCulloch, Frank McGuinness                         |
| 2009 | September                                         | Esther May Campbell, Stewart Le Marechal                              |
| 2009 | Kingsland #1: The Dreamer                         | Tony Grisoni, Kate Ogborn                                             |
| 2009 | Love You More                                     | Sam Taylor-Wood, Adrian Sturges, Patrick Marber                       |
| 2009 | Ralph                                             | Alex Winckler, Olivier Kaempfer                                       |
| 2009 | Voyage d'Affaires (The Business Trip)             | Sean Ellis, Celine Quideau                                            |

### Dècada del 2010
| Any  | Curtmetratge                | Direcció                                                               |
| ---- | --------------------------- | ---------------------------------------------------------------------- |
| 2010 | I Do Air                    | James Bolton, Martina Amati                                            |
| 2010 | Jade                        | Daniel Elliott, Samm Haillay, Duane Hopkins                            |
| 2010 | Mixtape                     | Luke Snellin, Luti Fagbenle                                            |
| 2010 | Off Season                  | Jacob Jaffke, Shrihari Sathe, Jonathan van Tulleken                    |
| 2010 | 14                          | Asitha Ameresekere                                                     |
| 2011 | Until the River Runs Red    | Poss Kondeatis, Paul Wright                                            |
| 2011 | Lin                         | Piers Thompson, Simon Hessel, Mila Kirova                              |
| 2011 | Connect                     | Beau Gordon, Samuel Abrahams                                           |
| 2011 | Rite                        | Michael Pearce, Ross McKenzie, Paul Welsh                              |
| 2011 | Turning                     | Kat Armour-Brown, Alison Sterling, Karni Arieli, Saul Freed            |
| 2012 | Pitch Black Heist           | John Maclean, Gerardine O'Flynn                                        |
| 2012 | Chalk                       | Martina Amati, Gavin Emerson, Ilaria Bernardini                        |
| 2012 | Mwansa The Great            | Rungano Nyoni, Gabriel Gauchet                                         |
| 2012 | Only Sound Remains          | Arash Ashtiani                                                         |
| 2012 | Two & Two                   | Babak Anvari, Kit Fraser, Gavin Cullen                                 |
| 2013 | Swimmer                     | Lynne Ramsay, Peter Carlton, Diarmid Scrimshaw                         |
| 2013 | The Curse                   | Fyzal Boulifa                                                          |
| 2013 | Good Night                  | Muriel d'Ansembourg, Eva Sigurdardottir                                |
| 2013 | Tumult                      | Rhianna Andrews, Johnny Barrington                                     |
| 2013 | The Voorman Problem         | Lee Thomas, David Mitchell, Baldwin Li, Mark Gill                      |
| 2014 | Room 8                      | James W. Griffiths, Sophie Venner                                      |
| 2014 | Island Queen                | Ben Mallaby, Emma Hughes, Nat Luurtsema                                |
| 2014 | Keeping Up with the Joneses | Michael Pearce, Megan Rubens, Selina Lim                               |
| 2014 | Orbit Ever After            | Jamie Magnus Stone, Chee-Lan Chan, Len Rowles                          |
| 2014 | Sea View                    | Anna Duffield, Jane Linfoot                                            |
| 2015 | Boogaloo and Graham         | Michael Lennox, Brian J. Falconer, Richard Irwin, Ronan Blaney         |
| 2015 | Emotional Fusebox           | Rachel Tunnard, Paul Ashton, Michael Berliner                          |
| 2015 | The Kármán Line             | Oscar Sharp, Campbell Beaton, Dawn King, Tiernan Hanby                 |
| 2015 | Slap                        | Michelangelo Fano, Islay Bell-Webb, Nick Rowland                       |
| 2015 | Three Brothers              | Matthieu de Braconier, Stephanie Paeplow, Aleem Khan                   |
| 2016 | Operator                    | Rebecca Morgan, Caroline Bartleet                                      |
| 2016 | Elephant                    | Nick Helm, Esther Smith                                                |
| 2016 | Mining Poems or Odes        | Jack Cocker, Callum Rice, Robert Fullerton                             |
| 2016 | Over                        | Jörn Threlfall, Jeremy Bannister                                       |
| 2016 | Samuel-613                  | Cheyenne Conway, Billy Lumby                                           |
| 2017 | Home                        | Daniel Mulloy, Shpat Deda, Afolabi Kuti, Scott O'Donnell               |
| 2017 | Consumed                    | Richard John Seymour                                                   |
| 2017 | Mouth of Hell               | Bart Gavigan, Samir Mehanović, Allie Smith, Michael Wilson             |
| 2017 | The Party                   | Farah Abushwesha, Emmet Fleming, Andrea Harkin, Conor MacNeill         |
| 2017 | Standby                     | Charlotte Regan, Jack Hannon                                           |
| 2018 | Cowboy Dave                 | Colin O'Toole, Mathias Gilay, Jonas Mortensen                          |
| 2018 | Amir                        | Vika Evdokimenko, Emma Stone, Oliver Shuster                           |
| 2018 | A Drowning Man              | Mahdi Fleifel, Signe Byrge Sørensen, Patrick Campbell                  |
| 2018 | Work                        | Aneil Karia, Scott O'Donnell                                           |
| 2018 | Wren Boys                   | Harry Lighton, Sorcha Bacon, John Fitzpatrick                          |
| 2019 | 73 Cows                     | Alex Lockwood                                                          |
| 2019 | Bachelor, 38                | Angela Clarke                                                          |
| 2019 | The Blue Door               | Paul Taylor, Ben Clark, Megan Pugh                                     |
| 2019 | The Field                   | Sandhya Suri, Thomas Bidegain, Balthazar de Ganay                      |
| 2019 | Wale                        | Barnaby Blackburn, Sophie Alexander, Catherine Slater, Edward Speleers |

### Dècada del 2020
| Any  | Curtmetratge                                           | Direcció                                                               |
| ---- | ------------------------------------------------------ | ---------------------------------------------------------------------- |
| 2020 | Learning to Skateboard in a Warzone (If You're a Girl) | Carol Dysinger, Elena Andreicheva                                      |
| 2020 | Azaar                                                  | Myriam Raja, Nathanael Baring                                          |
| 2020 | Goldfish                                               | Hector Dockrill, Harri Kamalanathan, Benedict Turnbull, Laura Dockrill |
| 2020 | Kamali                                                 | Sasha Rainbow, Rosalind Croad                                          |
| 2020 | The Trap                                               | Lena Headey, Anthony Fitzgerald                                        |
| 2021 | The Present                                            | Farah Nabulsi                                                          |
| 2021 | Eyelash                                                | Jesse Lewis Reece, Ike Newman                                          |
| 2021 | Lizard                                                 | Akinola Davies, Rachel Dargavel, Wale Davies                           |
| 2021 | Lucky Break                                            | John Addis, Rami Sarras Pantoja                                        |
| 2021 | Miss Curvy                                             | Ghada Eldemellawy                                                      |
| 2022 | The Black Cop                                          | Cherish Oleka                                                          |
| 2022 | Femme                                                  | Sam H. Freeman, Ng Choon Ping, Sam Ritzenberg, Hayley Williams         |
| 2022 | The Palace                                             | Jo Prichard                                                            |
| 2022 | Stuffed                                                | Joss Holden-Rea, Theo Rhys                                             |
| 2022 | Three Meetings of the Extraordinary Committee          | Max Barron, Daniel Wheldon, Michael Woodward                           |
| 2023 | An Irish Goodbye                                       | Tom Berkeley, Ross White                                               |
| 2023 | The Ballad Of Olive Morris                             | Alex Kayode-kay                                                        |
| 2023 | Bazigaga                                               | Jo Ingabire Moys, Stephanie Charmail                                   |
| 2023 | Bus Girl                                               | Jessica Henwick, Louise Palmkvist Hansen                               |
| 2023 | A Drifting Up                                          | Jacob Lee                                                              |